# Wörth an der Isar
Wörth an der Isar (ufficialmente Wörth a.d.Isar) è un comune tedesco di 2 398 abitanti, situato nel land della Baviera.